# منتخب بنين لاتحاد الرغبي
منتخب بنين لاتحاد الرغبي هو ممثل بنين الرسمي في المنافسات الدولية في اتحاد الرغبي.